# 古武道
古武道是日本傳統戰鬥技術的總稱，包含徒手或使用鈍器、刀劍和槍砲等等武器以及與戰鬥相關的技術（如游泳和騎馬）。現代也稱為「古流武術」或「古武術」。日文中的相似語也有稱之為「武芸」、「武術」或「兵法」等。而現代的運動與武術則稱為「現代武道」。

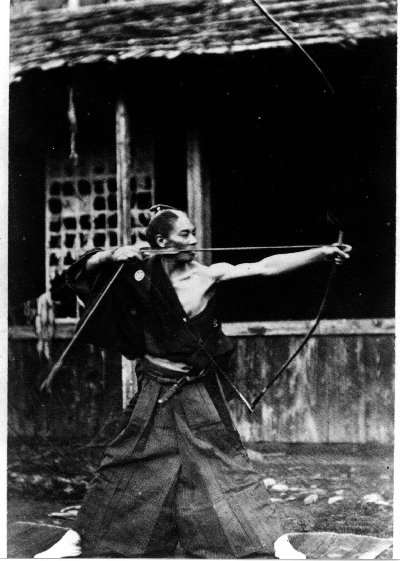
弓術

## 定義與特徵

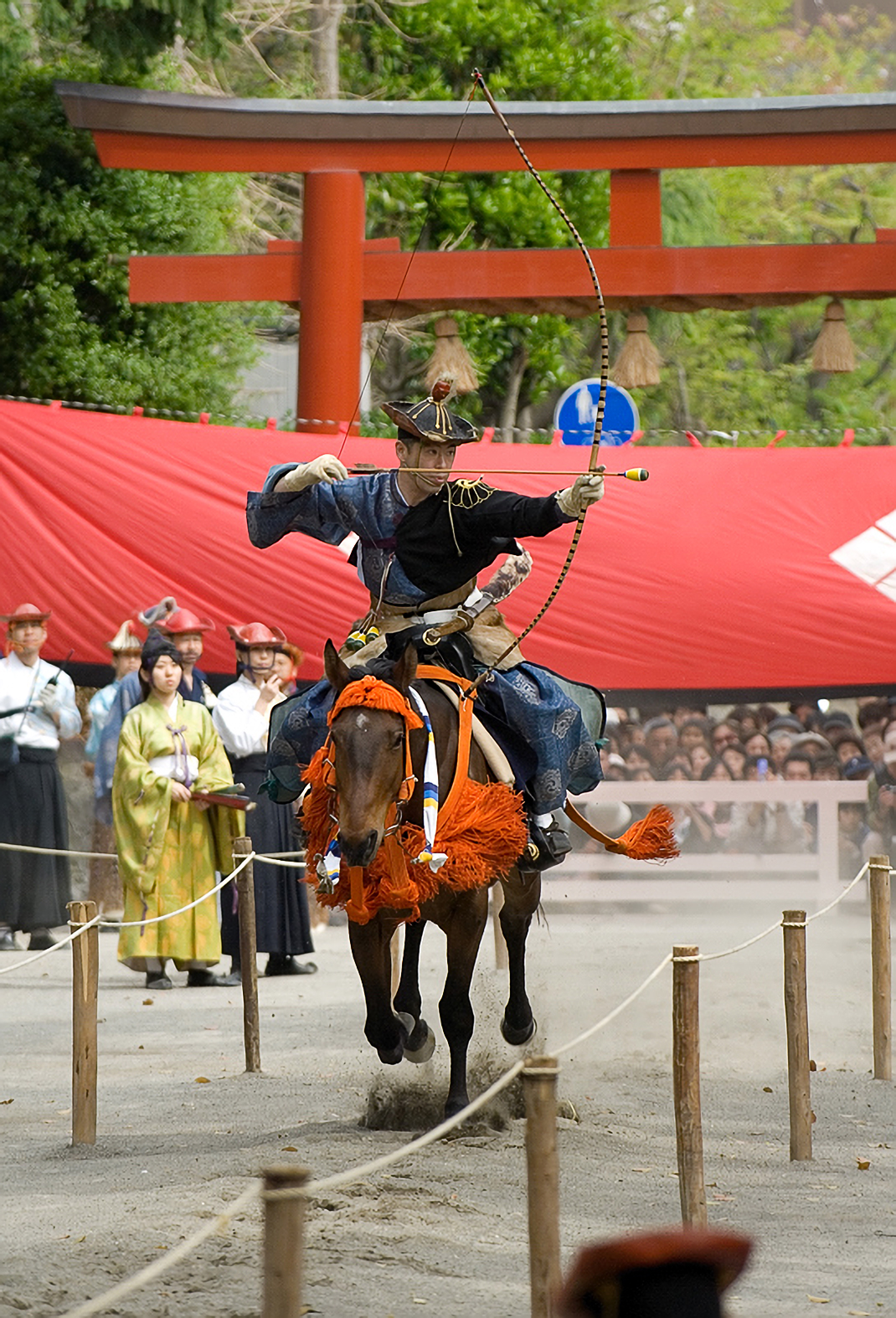
流鏑馬

古武道所指的多為日本明治維新以前所成立的武術。從室町時代以來的劍術、柔術、槍術、弓術、砲術等各式各樣的流派。明治時代以後、以武道作為總稱，但為了與現代武道做區別，後來則以古武道來進行稱呼。
現代武道是為以鍛鍊人的身心，並重視運動競技的技術體系所構成的體育活動，例如：柔道、劍道。而古武道則的是以比試的勝敗作為目的，例如：對戰、決鬥、防身以及戰鬥等等為目標來進行鍛鍊。也因為相對較為危險的原因，故有著與現代武道以外的各種技法或是暗器、藥方、咒術、以及禪或密教相結合的心法，都包含在內。相反的，也有著因為流派傳承的原因，可能包含一些無法解釋的不合理動作，或是在和平的江戶時代時，為了美觀所加入的動作（華法、花法）等等。
明治維新後、因其戰鬥技術的功用式微，在現代被視為日本傳統的技藝與文化財產。許多流派也都被指定為日本各縣市的無形文化財產。此外，與江戶時代一樣，有些武術是被認定為日本傳統中必要的存在。

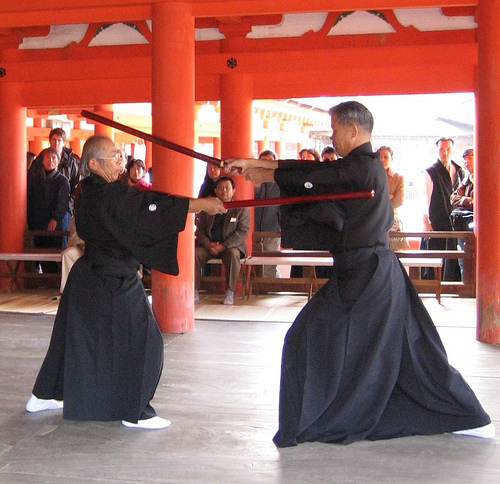
柳生新陰流

## 武術類型
戰鬥中使用的技藝稱為武術。基於此，劍術和柔術因此誕生。

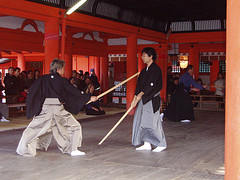
二天一流

日文中稱為「武芸十八般」，最初是江戶時代初期從中國傳到日本的一個詞語「十八般武藝(中文)」，後來也代表為江戶時代應修習的18種武術的總稱。這18項武術的內容因時代和流派集團的不同而相異，因此不能一言以概之的來進行舉例。
- 弓術
- 馬術・騎馬術
- 水術（泳法術）
- 薙刀術
- 槍術
- 劍術
- 小具足
- 棒術
- 杖術
- 鎖鎌術
- 分銅鎖
- 手裏劍
- 含針術
- 十手術・鉄扇術・鉄鞭術
- 居合・抜刀術
- 柔術・和術
- 捕手術
- 捕具術
- 忍術
- 砲術

## 傳承方式
許多古武道，基於其門生的技術進步或人格特性發展等等方面，會給予的各種類型證明。例如、天然理心流來說，一開始為切紙，接下來順序為目錄、中極意、免許、指南免許等等，在每個階段，其書目都提供了形的目錄，武技的秘訣以及起源的表列。而獲得指南免許的門生，則可以在外獨立成為新的師範。
在許多流派中，入門儀式都是在入門時進行的，並且會以流派的見證下，用血來寫下宣誓詞（起請文）。誓詞的內容在許多流派中都很普遍，例如：即使在父母和兄弟姐妹面前不能談論流派的事務、不能未經允許就教流派技法、不能批評其他流派、宣示守護天下正道，最後寫下若違反上述誓言的人將受到神的懲罰。
現在已經很少有流派墨守著傳統的傳授方式，有些流派更採用了現代武道的段位制度和團體指導的方式。

### 宗家・家元
基本上，古武道來說只有一位師父並且一子相傳的事情是比較稀有，大多數狀況是會同時培育許多師範。（但是在某些情況下，流派的某些秘密武術技藝只會傳授給家族或親密人士）。而取得指南許可的門生則可以自由的收納弟子並教導或成立流派，也可以授與免許給弟子，但是有些情況下也有必須取得該流派師父的許可才能進行。
但是實際上與現代不一樣的是，古時要建立一個全國性的流派組織是很困難的，常見的狀況像是，例如學生從江戶學習並取得流派指導許可後，回到故鄉後自行招收弟子教導，或成立新的流派。也因此原因，許多不同名稱的流派，很多其實都是從同一個流派分支出去的。
明治維新後，特別是戰後，由於交通和通訊的發展，以及許多流派的衰退導致同流多派的狀況減少了，並且古武道界中 宗家（家元）的制度廣泛傳播下，這才得以能夠建立全國性的組織。

## 相關資料
- 魚住校至等人 2005年度特定研究プロジェクト「東アジアにおける武術の交流と展開」 『武道・スポーツ科学研究所年報 第11号』平成17年度

## 相關項目

### 武芸書
- 五輪書
- 兵法家伝書
- 不動智神妙録
- 太阿記
- 万川集海
- 本朝武芸小伝
- 撃剣叢談

### 武道史研究家
- 高橋賢
- 中村民雄
- 森田栄
- 綿谷雪

### 武術研究家
- 甲野善紀
- 日野晃
- 白石安男
- 高橋華王

## 外部連結
- 日本古武道協会（页面存档备份，存于）
- NPO法人 徳島県古武道協会（页面存档备份，存于）
- 「嘉納治五郎の近代認識と柔道」，存于
- genbukan武芸十八般動画配信 - necfru（页面存档备份，存于）